# 설화 (영화)
"설화"는 2020년 4월 16일에 개봉한 대한민국의 영화이다.

## 캐스팅
- 민채은 : 설화 역
- 변준석 : 도진 역
- 김동범 : 병구 역
- 서도현 : 종호 역
- 김현동 : 신입형사 역
- 박주원 : 여경 역
- 진수 : 고참형사 역
- 여우린 : 여바텐더 역
- 조용근 : 바매니저 역
- 이양희 : 설화부 역 (특별출연)